# Pretoriakonventionen
Pretoriakonventionen var betegnelsen for fredsaftalen som afsluttede den første boerkrig. Krigen mellem boere og styrker loyale overfor Storbritannien brød ud den 16. december 1880 og ophørte den 23. marts 1881. Aftalen blev underskrevet i Pretoria 3. august 1881 og gav boerne i Transvaal selvstyre under britisk overherredømme.
I 1884 blev Pretoriakonventionen afløst af Londonkonventionen.